# Liste der Einträge im National Register of Historic Places im Chicot County
Die Liste der Registered Historic Places im Chicot County führt alle Bauwerke und historischen Stätten im Chicot County in Arkansas auf, die in das National Register of Historic Places aufgenommen wurden.

## Aktuelle Einträge
| Lfd. Nr. | Name                                                          | Bild | Datum der Eintragung | Adresse/Lage                                                          | Ort          | ID-Nr.    | Beschreibung |
| -------- | ------------------------------------------------------------- | ---- | -------------------- | --------------------------------------------------------------------- | ------------ | --------- | ------------ |
| 1        | American Legion Post No. 127 Building                         |      | 8. Okt. 1992         | Jct. of Cherry and Armstrong Sts., NE corner                          | Eudora       | 92001350  |              |
| 2        | Dr. A. G. Anderson House                                      |      | 24. Juli 1992        | Jct. of Duncan and Main Sts.                                          | Eudora       | 92000929  |              |
| 3        | Carlton House                                                 |      | 5. Juni 1991         | 434 S. Lakeshore Dr.                                                  | Lake Village | 91000692  |              |
| 4        | Chicot County Courthouse                                      |      | 1. Feb. 2006         | 108 Main St.                                                          | Lake Village | 05001592  |              |
| 5        | Crenshaw-Burleigh House                                       |      | 27. Jan. 2012        | 108 N. Main St.                                                       | Dermott      | 11001047  |              |
| 6        | M.E. Davis House                                              |      | 22. Sep. 2004        | 200 N. Knox St.                                                       | Dermott      | 04001034  |              |
| 7        | Dermott Bank & Trust Company Building                         |      | 19. Mai 1994         | NW corner of N. Arkansas and E. Iowa Sts.                             | Dermott      | 94000466  |              |
| 8        | Dermott Commercial Historic District                          |      | 23. Sep. 2010        | 101-120 N. Freeman; 101-219 E. Iowa St. and 131 N. Main St.           | Dermott      | 10000789  |              |
| 9        | Sam Epstein House                                             |      | 21. Sep. 1992        | 488 Lake Shore Dr.                                                    | Lake Village | 92001226  |              |
| 10       | Eudora City Hall                                              |      | 5. Okt. 2006         | 239 S. Main St.                                                       | Eudora       | 06000910  |              |
| 11       | Eudora, Arkansas                                              |      | 3. Juni 1998         | AR 159 S, 1 mi. S of Eudora                                           | Eudora       | 98000645  |              |
| 12       | Gregory Dipping Vat                                           |      | 20. Sep. 2006        | 122 Rogers Rd.                                                        | Lake Village | 06000830  |              |
| 13       | Harden Family Cemetery                                        |      | 24. Mai 2004         | Hardin Rd.                                                            | Jennie       | 04000508  |              |
| 14       | Lake Village Commercial Historic District                     |      | 18. Feb. 2011        | Roughly bounded by Lakeshore Dr, Jackson St, Chicot St, and Church St | Lake Village | 11000025  |              |
| 15       | Lake Village Confederate Monument                             |      | 3. Mai 1996          | Lakeshore Dr. median, between Main and Jackson Sts.                   | Lake Village | 96000509  |              |
| 16       | Lake Village Post Office                                      |      | 14. Aug. 1998        | 206 S. Cokley St.                                                     | Lake Village | 98000916  |              |
| 17       | Lakeport Plantation                                           |      | 20. Nov. 1974        | About 3 mi. SE of Shives, off AR 142                                  | Shives       | 74000466  |              |
| 18       | A. Landi General Merchandise Building                         |      | 8. Okt. 1992         | AR 8                                                                  | Grand Lake   | 92001347  |              |
| 19       | Dr. E.P. McGehee Infirmary                                    |      | 1. Juni 2005         | 614 S. Cokley St.                                                     | Lake Village | 05000487  |              |
| 20       | New Hope Missionary Baptist Church Cemetery, Historic Section |      | 21. Sep. 1992        | St. Marys St.                                                         | Lake Village | 92001227  |              |
| 21       | Scott Memorial Methodist Episcopal Church                     |      | 13. Jan. 2022        | 350 North Main St.                                                    | Eudora       | 100007330 |              |
| 22       | John Tushek Building                                          |      | 5. Aug. 1993         | 108 Main St.                                                          | Lake Village | 93000811  |              |